# Lijst van rijksmonumenten in Ewijk
De plaats Ewijk in de gemeente Beuningen telt 21 rijksmonumenten. Onderstaande tabel geeft een overzicht .
| Object                                            | Oorspronkelijke functie?  | Bouwjaar                             | Architect | Locatie          | Coördinaten?                  | Nr.?   | Afbeelding        |
| ------------------------------------------------- | ------------------------- | ------------------------------------ | --------- | ---------------- | ----------------------------- | ------ | ----------------- |
| Herberg De Clef                                   | Boerderij                 | 17e eeuw                             |           | Binnenweg 5      | 51° 52' 25" NB, 5° 44' 31" OL | 9540   | Meer afbeeldingen |
| Boerderij met zadeldak tussen puntgevels          | Boerderij                 | 1799                                 |           | Brugstraat 8     | 51° 52' 33" NB, 5° 44' 33" OL | 9541   | Meer afbeeldingen |
| Betuwse T-huisboerderij                           | Boerderij                 | midden 19e eeuw                      |           | Boskamp 2        | 51° 52' 23" NB, 5° 44' 21" OL | 9542   | Meer afbeeldingen |
| De Oude Toren (Ewijk)                             | Kerk en kerkonderdeel     | 12e eeuw                             |           | Julianastraat 5  | 51° 52' 21" NB, 5° 44' 28" OL | 9543   | Meer afbeeldingen |
| Pastorie R.K. kerk                                | Kerkelijke dienstwoning   | begin 19e eeuw                       |           | Julianastraat 7  | 51° 52' 19" NB, 5° 44' 28" OL | 9544   | Meer afbeeldingen |
| Johannes de Doperkerk                             | Kerk en kerkonderdeel     | 1916                                 |           | Julianastraat 9  | 51° 52' 18" NB, 5° 44' 28" OL | 9545   | Meer afbeeldingen |
| De Toornsehof                                     | Boerderij                 | Vermoedelijk 17e eeuw                |           | Vordingstraat 34 | 51° 51' 58" NB, 5° 43' 56" OL | 9546   | De Toornsehof     |
| Boerderij met rieten dak                          | Boerderij                 | 1665                                 |           | Brugstraat 5     | 51° 52' 28" NB, 5° 44' 38" OL | 24412  | Meer afbeeldingen |
| Overblijfselen nederzetting                       | Archeologisch monument    | Romeinse tijd                        |           |                  | 51° 51' 39" NB, 5° 43' 2" OL  | 45298  | Upload foto       |
| Overblijfselen nederzetting                       | Archeologisch monument    | Romeinse tijd                        |           |                  | 51° 51' 23" NB, 5° 43' 34" OL | 45299  | Upload foto       |
| Overblijfselen nederzetting                       | Archeologisch monument    | Romeinse tijd en vroege middeleeuwen |           |                  | 51° 51' 24" NB, 5° 43' 59" OL | 45300  | Upload foto       |
| Overblijfselen nederzetting                       | Archeologisch monument    | Romeinse tijd                        |           |                  | 51° 51' 24" NB, 5° 44' 29" OL | 45301  | Upload foto       |
| Overblijfselen nederzetting                       | Archeologisch monument    | Romeinse tijd                        |           |                  | 51° 52' 11" NB, 5° 45' 0" OL  | 45302  | Upload foto       |
| Slot Doddendael: huis                             | Kasteel, buitenplaats     | 14e eeuw                             |           | Binnenweg 2      | 51° 52' 27" NB, 5° 44' 51" OL | 520284 | Meer afbeeldingen |
| Slot Doddendael: parkaanleg                       | Tuin, park en plantsoen   | ca. 1825                             |           | Binnenweg bij 2  | 51° 52' 28" NB, 5° 44' 50" OL | 520285 | Meer afbeeldingen |
| Slot Doddendael: twee schuren en kippenschuur bij | Bijgebouwen kastelen enz. | 1864 (een van de schuren)            |           | Binnenweg bij 2  | 51° 52' 27" NB, 5° 44' 51" OL | 520286 | Meer afbeeldingen |
| Slot Doddendael: brug met hek                     | Tuin, park en plantsoen   | derde kwart 19e eeuw                 |           | Binnenweg bij 2  | 51° 52' 28" NB, 5° 44' 50" OL | 520287 | Meer afbeeldingen |
| Slot Doddendael: walmuur                          | Tuin, park en plantsoen   | 15e eeuw                             |           | Binnenweg bij 2  | 51° 52' 28" NB, 5° 44' 50" OL | 520288 | Meer afbeeldingen |
| Slot Doddendael: prieel                           | Tuin, park en plantsoen   | tweede kwart 19e eeuw                |           | Binnenweg bij 2  | 51° 52' 28" NB, 5° 44' 50" OL | 520289 | Meer afbeeldingen |
| Slot Doddendael: duikermuur                       | Tuin, park en plantsoen   | laatste kwart 19e eeuw               |           | Binnenweg bij 2  | 51° 52' 28" NB, 5° 44' 50" OL | 520290 | Meer afbeeldingen |
| Dijkmagazijn                                      | Opslag                    | ca. 1905                             |           | Dijk 7           | 51° 52' 45" NB, 5° 44' 33" OL | 523172 | Dijkmagazijn      |